# Claude Point
Der Claude Point (englisch, französisch Pointe Claude) ist eine Landspitze, welche die Einfahrt zur Guyou-Bucht an der Westküste der Brabant-Insel im Palmer-Archipel vor der Westküste der Antarktischen Halbinsel südlich begrenzt.
Entdeckt wurde sie bei der Vierten Französischen Antarktisexpedition (1903–1905) unter der Leitung des Polarforschers Jean-Baptiste Charcot. Dieser benannte die Landspitze nach Auguste Claude (1858–1938), einem beigeordneten Mitglied des Bureau des Longitudes. Das UK Antarctic Place-Names Committee übertrug die Benennung 1955 ins Englische.